# Northern Rockies Regional Municipality
Northern Rockies Regional Municipality är en distriktkommun i provinsen British Columbia i Kanada. Den ligger i provinsens nordöstra hörn. Antalet invånare är 4 831 (år 2016) och ytan är 85 000 kvadratkilometer.

## Historia
När det tidigare Peace River-Liard Regional District delades i två delar år 1987 bildades Fort Nelson-Liard Regional District som 1999 bytte namn till Northern Rockies Regional District. Det regionala distriktet och den enda ingående kommunen, Fort Nelson, upplöstes 2009 samtidigt som kommunen Northern Rockies Regional Municipality bildades. Den nya kommunen har samma utsträckning som det tidigare distriktet, förutom indianreservaten.